# Webstrarna
Webstrarna är ett popband från Uppsala, först aktiva mellan åren 1985 och 1994. Sedan hösten 2020 är gruppen återigen aktiv.

## Historien
Webstrarna bildades 1985 ur gruppen Eklund-Jameson-Eklund-Tjäder i samband med utgivningen av den egenproducerade debut-LP:n Den Stora Saxen.  Gruppnamnet kommer från Clifford D Simaks novellsamling Websters värld. Webstrarna hade skivkontrakt med Sonet från 1988 till 1994 då gruppen gjorde tre album och ett antal singlar och ep:s.
Webstrarnas mest kända låtar är radiohitten "Moln på marken" samt singlarna "Bit Mig", "Ladda Om", "Vänner för livet" (en duett med Olle Ljungström), "Nånstansnån" och "Annorlunda Nu". Webstarna spelade mestadels konserter i Uppsala under 1980-talet, men turnerade i hela Sverige 1989-93. Gruppens sista spelning var i Uppsala i mars 1994. Trots flitigt radiospelande hade inte skivorna sålt tillräckligt mycket för att Sonetkontraktet skulle förnyas. "Webstrarna - Flashback #10", en samlings-cd gavs ut 1995. 

### Jubileumskonsert 2005
I december 2005 återförenades gruppen, förstärkta av Mats Wigerdal på keyboards, för en konsert på Strand i Stockholm för att fira 20-årsjubileum. Samtidigt utgavs CD:n Tejp med tidigare outgivet material från demoinspelningar 1986-88, det som kunde ha blivit Webstrarnas andra LP.

### Efter Webstrarna och Webstrarna igen...
Efter tiden med Webstrarna arbetar sångaren Petter Eklund som skribent och författare. Jan Lundkvist driver en egen studio och har bland annat producerat Lustans Lakejer. Sten Tjäder är krögare. Ola Jameson arbetar som psykolog. Erik Eklund arbetar på SGU och spelar i bandet Kurtz samt SGU:s husband GeoRocks. Kärntruppen med Petter Eklund, Sten Tjäder, Ola Jameson och Jan Lundkvist i spetsen har dock aldrig officiellt lagt ner bandet och under 00-talet genomfördes återkommande DJ-set på Snotty Sound Bar i Stockholm. Under hösten och vintern 2020-2021, 26 år efter sista låten för Sonet, "Sång för en död poplåt", började medlemmarna spela in nytt material. I april 2021 inleddes "Lönefredag", ett projekt där Webstrarma släpper en ny låt i månaden under ett år. Planer finns på att sammanställa materialet med andra nya låtar till ett vinylalbum, kanske ett dubbelalbum, en gammal Websterdröm.

## Diskografi

### Album
- Den stora saxen, LP, Websters Värld 1985 (WEB 001)
- Webstrarna i kärleksgruvan, LP, Sonet 1989 (SLP-2807)
- Mellan måndag och tisdag, CD, Sonet 1992 (SLPCD 2847)
- Om alla andra dog, CD, Sonet 1993 (SLPCD 2867/517 832-2)
- Webstrarna flashback #10 (samling), CD, Sonet 1995 (FLASH 10/527 408-2)
- Tejp, CD, Websters Värld 2005 (WEB 002)

### Singlar
- "Eva Reichberg", 7", Sonet (1988)
- "Bit Mig", 7", Sonet (1989)
- "Bit Mig", 12", Sonet (1989)
- "Kyss Mig Som Ett Stålverk", 7", Sonet (1989)
- "Ladda Om", 7", Sonet (1991) (T-10377)
- "Ladda Om", 12", Sonet 1991 (12T-10377)
- "Jag borde gått hem", CDS, Sonet 1991 (CD12T 10387)
- "Moln på marken", CDS, Sonet 1992 (CDT 10401)
- "Vänner för livet", CDS, Sonet 1992 (CDT 10411), tillsammans med Olle Ljungström
- "Erasure-esque", CDEP, Sonet 1992 (CDT 10438)
- "Tre små ord", CDS, Sonet 1993 (CDS 10448)
- "Annorlunda nu", CDS, Sonet 1993 (CDS 10458)
- "Nånstansnån", CDS, Sonet 1993 (CDS 10468)

### Övriga
- "Vi kommer hem till dig" (låt skriven för radioprogrammet Eldorado 1992. Ej utgiven på skiva.)
- "Warpigs" spår på Black Sabbath-hyllningen "The Legacy", Frequent Frenzy 1990 (FREQ CD 004)

## Instagram
@webstrarna 